# 1A busz (Edelény)
Az edelényi 1A jelzésű autóbusz a Vasútállomás és a Bányász lakótelep között közlekedett, amelyet a Borsod Volán Zrt. üzemeltetett.

## Útvonala
| Vasútállomás – Bányász lakótelep                                                                                                |
| --- |
| József Attila út – Borsodi út – Hősök tere – István király útja – Kenderföldi út – Tormás út – Antal György út – Szentpéteri út |

| Autóbusz-állomás – Bányász lakótelep                                          |
| ----------------------------------------------------------------------------- |
| József Attila út – Borsodi út – Hősök tere – Antal György út – Szentpéteri út |

## Közlekedése
| Útvonal                              | Indításszám     | Közlekedési rend          |
| ------------------------------------ | --------------- | ------------------------- |
| Vasútállomás – Bányász lakótelep     | 2 oda, 1 vissza | munkaszüneti napokon      |
| Autóbusz-állomás – Bányász lakótelep | 1 oda, 2 vissza | tanítási napokon          |
| Autóbusz-állomás – Bányász lakótelep | 1 pár           | tanszünetben munkanapokon |
| Autóbusz-állomás – Bányász lakótelep | 1 oda, 3 vissza | munkaszüneti napokon      |

## Megállóhelyei
| – Csak a vasútállomásról/-ig közlekedő érinti. – Csak az autóbusz-állomásról/-ig közlekedő érinti. |                                       |        |   |
| ∫                                                                                                  | Vasútállomás végállomás               | ∫      | ∫ |
| 0                                                                                                  | Autóbusz-állomás vonalközi végállomás | 0.0 km | 0 |
| 1                                                                                                  | Kastély bejárati út                   | 0.3 km | 1 |
| ∫                                                                                                  | Kórház bejárati út                    | ∫      | ∫ |
| ∫                                                                                                  | Városháza                             | ∫      | ∫ |
| ∫                                                                                                  | Bányászklub                           | ∫      | ∫ |
| ∫                                                                                                  | Antal György út 44.                   | ∫      | ∫ |
| 2                                                                                                  | Szentpéteri út 6.                     | 2.0 km | 3 |
| 3                                                                                                  | Bányász lakótelep végállomás          | 2.6 km | 4 |